# All About the Benjamins
All About the Benjamins è un film statunitense del 2002 diretto da Kevin Bray.